# NBA All-Star Game 1971
Le NBA All-Star Game 1971 s’est déroulé le 12 janvier 1971 dans la San Diego Sports Arena de San Diego.

## Effectif All-Star de l’Est
- Wes Unseld (Bullets de Baltimore)
- Willis Reed (Knicks de New York)
- John Havlicek (Celtics de Boston)
- Jo Jo White (Celtics de Boston)
- Earl Monroe (Bullets de Baltimore)
- Gus Johnson (Bullets de Baltimore)
- Billy Cunningham (76ers de Philadelphie)
- Dave DeBusschere (Knicks de New York)
- Walt Frazier (Knicks de New York)
- Lou Hudson (Hawks d’Atlanta)
- Tom Van Arsdale (Royals de Cincinnati)
- John Johnson (Cavaliers de Cleveland)
- Bob Kauffman (Buffalo Braves)
- Johnny Green (Royals de Cincinnati)

## Effectif All-Star de l’Ouest
- Wilt Chamberlain (Lakers de Los Angeles)
- Oscar Robertson (Bucks de Milwaukee)
- Kareem Abdul-Jabbar (Bucks de Milwaukee)
- Jerry West (Lakers de Los Angeles)
- Jerry Lucas (San Francisco Warriors)
- Dave Bing (Pistons de Détroit)
- Geoff Petrie (Trail Blazers de Portland)
- Connie Hawkins (Suns de Phoenix)
- Bob Love (Bulls de Chicago)
- Elvin Hayes (San Diego Rockets)
- Dick Van Arsdale (Suns de Phoenix)
- Lenny Wilkens (SuperSonics de Seattle)
- Jeff Mullins (San Francisco Warriors)
- Chet Walker (Bulls de Chicago)